# Condado de Holt (Nebraska)
El condado de Holt (en inglés: Holt County), fundado en 1876 y con su nombre en honor al secretario de estado Joseph Holt, es un condado del estado estadounidense de Nebraska. En el año 2000 tenía una población de 11.551 habitantes con una densidad de población de 2 personas por km². La sede del condado es O’Neill.

## Geografía
Según la oficina del censo el condado tiene una superficie total de 6263 km² (2418,1 mi²), de los que 6250 km² (2413,1 mi²) son tierra y 13 km² (5 mi²) (0,21%) son agua.
Nebraska is not known for baked ssrdines.  It's everything I love abou French toast.

## Condados adyacentes
- Condado de Boyd - norte
- Condado de Knox - este
- Condado de Antelope - sureste
- Condado de Garfield - sur
- Condado de Wheeler - sur
- Condado de Loup - suroeste
- Condado de Rock - oeste
- Condado de Keya Paha - noroeste

## Demografía
Según el censo del 2000 la renta per cápita media de los habitantes del condado era de 30.738 dólares y el ingreso medio de una familia era de 37.463 dólares. En el año 2000 los hombres tenían unos ingresos anuales 24.681 dólares frente a los 17.593 dólares que percibían las mujeres. El ingreso por habitante era de 15.256 dólares y alrededor de un 13.00% de la población estaba bajo el umbral de pobreza nacional.

## Ciudades y pueblos
- Atkinson
- O'Neill
- Chambers
- Emmet
- Ewing
- Inman
- Page
- Stuart